# متغذية تعابرية بوسويلية
متغذية تعابرية بوسويلية (الاسم العلمي: Syntrophus buswellii) هي نوع من البكتيريا، سلبية الغرام، تتبع جنس متغذية تعابرية.